# FBC Letka
FBC Letka (podle sponzora také FBC Letka Toman Finance Group) je florbalový klub ze Štěpánkovic v Moravskoslezském kraji.
Mužský tým bude hrát od sezóny 2024/2025 třetí nejvyšší soutěž, Národní ligu. Ve čtyřech sezónách 2020/2021 až 2023/2024 hrál vyšší soutěž, 1. ligu. Největším úspěchem týmu je postup do čtvrtfinále 1. ligy v sezóně 2022/2023.

## Mužský tým

### Sezóny
| Sezóna    | Úroveň | Soutěž       | Umístění | Poznámka |
| --------- | ------ | ------------ | -------- | --- |
| 2017/2018 | 4      | Divize       |          | Vítězství v 2. kole play-up proti FBK Spartak Hluk – Postup do vyšší ligy                                                                                         |
| 2018/2019 | 3      | Národní liga |          | Vypadnutí v semifinále play-off proti Sokol Brno I EMKOCase Gullivers                                                                                             |
| 2019/2020 | 3      | Národní liga |          | Sezóna ukončena po dvou vyhraných zápasech ve čtvrtfinále play-off proti 1.MVIL Ostrava – Tým si po skončení sezóny vyměnil soutěž s 1. FBK Rožnov p/R. z 1. ligy |
| 2020/2021 | 2      | 1. liga      | 7.       | Sezóna ukončena po neúplných sedmi odehraných kolech základní části                                                                                               |
| 2021/2022 | 2      | 1. liga      | 10.      | Vypadnutí v předkole play-off proti Sokol Brno I EMKOCase Gullivers                                                                                               |
| 2022/2023 | 2      | 1. liga      | 6.       | Vypadnutí ve čtvrtfinále play-off proti FBŠ Hummel Hattrick Brno                                                                                                  |
| 2023/2024 | 2      | 1. liga      | 13.      | Prohra v play-down proti ASK Orka Čelákovice – Sestup do nižší ligy                                                                                               |
| 2024/2025 | 3      | Národní liga |          | Vypadnutí ve čtvrtfinále play-off proti FBS Olomouc |

### Známí trenéři
- Radomír Mrázek (2024–)